# Claude-Jacques Herbert

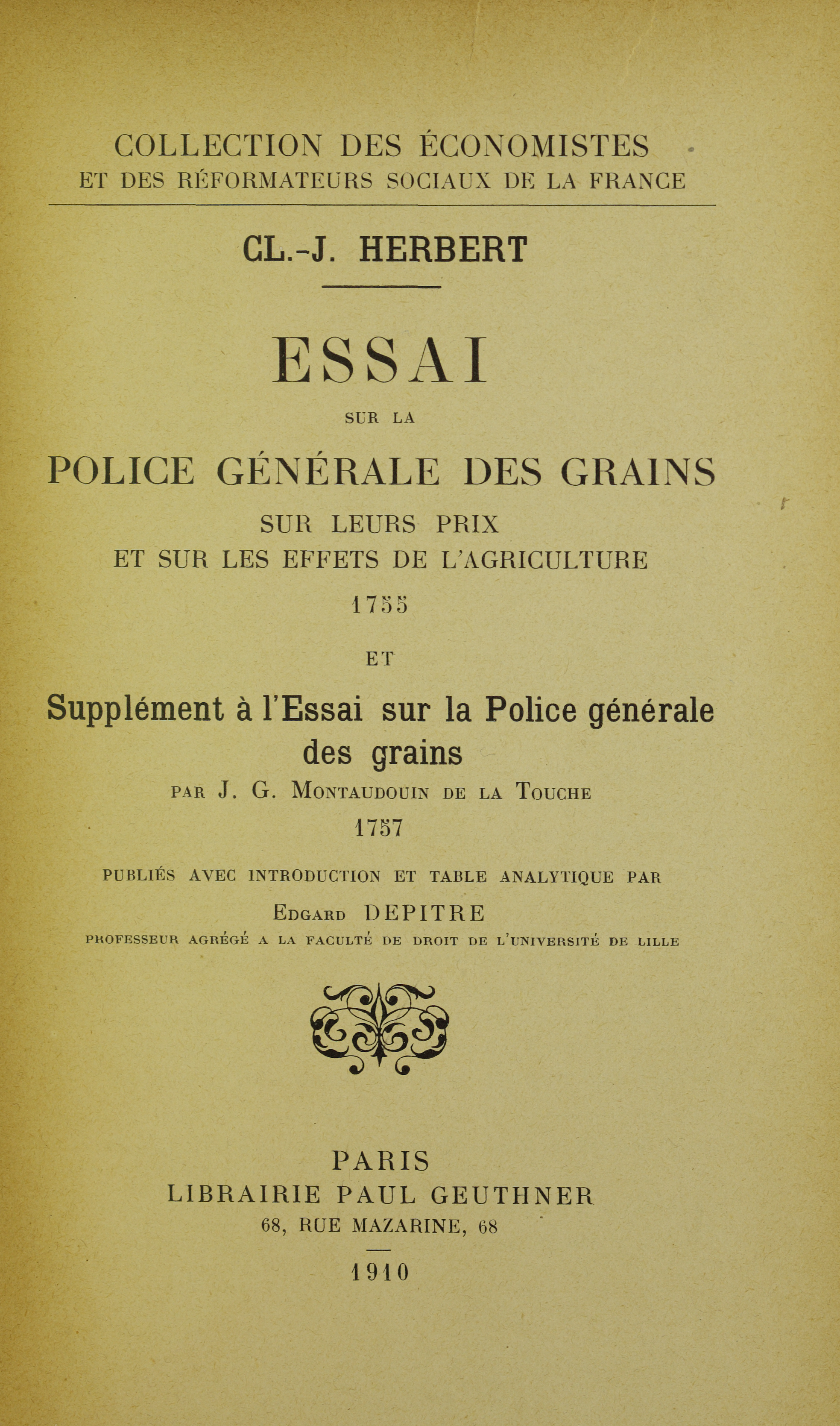
Essai sur la police générale des grains, edizione 1910, frontespizio

Claude-Jacques Herbert (Parigi, 1700 – Parigi, 20 febbraio 1758) è stato un economista francese.

## Opere
- (FR) Essai sur la police générale des grains, sur leurs prix et sur les effets de l'agriculture, collana Collection des économistes et des réformateurs sociaux de la France, Paris, Paul Geuthner, 1910  [1755].

Edizioni italiane
- Riflessioni sull'economia generale de' grani, Napoli, Giovanni Gravier, 1765.
- Saggio sulla polizia generale de' grani, Milano, Paolo Emilio Giusti, 1816.